# 両岸経済貿易文化フォーラム
両岸経済貿易文化フォーラム（兩岸經貿文化論壇）とは、中国国民党と中国共産党が共催する中台間の経済交流等に関する政策協議の会合である。通称「国共フォーラム」。各回に両党の首脳が参加しており、中台交流の一大イベントとなっている。いずれも中国大陸の都市で開催されており、台湾で開催されたことはない。

## 開催歴
- 第1回：2006年4月（北京）
- 第2回：2006年10月（博鰲）
- 第3回：2007年4月（北京）
- 第4回：2008年12月：（上海）[6]
- 第5回：2009年7月：（長沙）---中華文化意識の強化、中台メディア相互常駐で合意
- 第6回：2010年7月：（広州）[7]
- 第7回：2011年5月：（成都）
- 第8回：2012年7月：（ハルビン）
- 第9回：2013年10月：（南寧）
- 第10回：2015年5月：（上海）
- 第11回：2016年11月：（北京）「両岸和平発展論壇」（両岸平和発展フォーラム）に改名

## 関連事項
- 台湾問題
- 国共合作
- 中台関係